# Fernando Coloma Correa
Fernando Rafael Coloma Correa (Santiago, 8 de septiembre de 1958) es un economista, académico, investigador y consultor chileno, ex superintendente de Valores y Seguros del Gobierno del presidente Sebastián Piñera.
Se formó en el Colegio San Ignacio de Santiago. Luego estudió ingeniería comercial con mención en economía en la Pontificia Universidad Católica, también de la capital, casa de estudios por la que se tituló, con máxima distinción, en el año 1981.
Posteriormente viajó a los Estados Unidos, país donde, en 1983, obtuvo un Master of Arts en economía por la Universidad de Chicago.
Encabezó la Comisión de Trabajo del llamado grupo Tantauco, el cual estuvo encargado de diseñar el programa de Gobierno del entonces candidato Piñera. Antes ya había jugado un rol destacado en la Comisión de Trabajo y Equidad convocada por el Gobierno de Michelle Bachelet.
Durante su gestión tuvo lugar, entre otros hechos, la aplicación de millonarias multas a 22 exdirectores y ejecutivos de Empresas La Polar por las irregularidades detectadas en el gobierno corporativo y la administracíón de la firma.
Asimismo, lideró en 2013 el proceso de formulación de cargos en contra de cuatro personas vinculadas a la estructura a través de la cual el empresario Julio Ponce Lerou ejercía el control de la Sociedad Química y Minera de Chile (las llamada sociedades Cascada), por presuntas infracciones a la Ley de Sociedades Anónimas y Ley de Mercado de Valores. Ellos fueron, además del propio Ponce, Aldo Motta Camp, Patricio Contesse Fica y Roberto Guzmán Lyon. A comienzos de 2014, en tanto, amplió el caso, al formular cargos en contra de Leonidas Vial, Manuel Bulnes, Felipe Errázuriz, Alberto Le Blanc, Cristián Araya y Canio Corbo, así como de las corredoras de bolsa de LarrainVial, Banchile, Citigroup Global Markets y CHL Asset Management Chile.
Desde 1980 ha sido profesor e investigador del Instituto de Economía de la UC. Entre su cátedras se cuenta Microeconomía II, Competencia y Mercado, Economía Laboral, Teoría Microeconómica I, Regulación Económica, Teoría Real del Comercio Internacional, Tópicos de Economía y Políticas Públicas, Política Económica y Evaluación de Proyectos.
Ha realizado numerosas consultorías para privados. Entre otras destacan las referidas al ámbito de la regulación y de la organización industrial de diversos sectores y al ámbito del mercado laboral.
En su currículum se cuenta el haber sido presidente del Consejo de Canal 13 desde enero de 2004 hasta abril de 2007.
Es hermano del político de la Unión Demócrata Independiente (UDI), Juan Antonio, y también de Pablo Coloma, militante PPD que lideró el Fosis bajo la Presidencia de Bachelet.
El 23 de abril de 2020, asume la presidencia del Hipódromo Chile, reemplazando al empresario Juan Cuneo Solari.

## Nota
1. ↑  En septiembre de 2014, la SVS, ahora liderada por Carlos Pavez, aplicó multas por US$ 164,1 millones contra ocho de los ejecutivos y la corredora de bolsa LarrainVial. A fines de octubre de ese mismo año, en tanto, la entidad multó con US$ 6,9 millones a otros dos ejecutivos y otras dos corredoras, Banchile y CHL Asset Management Chile.